# 할 수 있는 자가 구하라 (영화)
"할 수 있는 자가 구하라"는 2010년에 제작된 대한민국의 웹 드라마이다. 10개의 에피소드로 웹에 공개되었다. 제목은 장 뤽 고다르의 1979년 영화 "Sauve qui peut (la vie) "에서 가져왔다. 전체 에피소드를 한 편의 영화로 만든 버전이 2010년 10월 부산국제영화제에서 상영되었다. 제작 당시 '인디시트콤'으로 소개된 이 작품은 한국 웹 드라마의 시초로 평가받는다.

## 캐스팅
- 황제성 : 윤재민 역
- 박혁권 : 박혁권 역
- 서영주 : 윤재주 역
- 이채은 : 윤재은 역
- 박희본 : 박희본 역
- 조한철 : 조 목사 역
- 백현철 : 백현철 역
- 김정화 : 김정화 역
- 배용근 : 배용근 역
- 신우식 : 남자 모델 역
- 한예리 : 이모미 역
- 임지규 : 교회청년 역
- 김조광수 : 포토실장 역
- 박종환 : 전화남 (목소리) 역
- 공효진 : 구하라 (목소리) 역